# Сражение при Нейзби
Сражение при Нейзби (англ. Battle of Naseby) — сражение, состоявшееся 14 июня 1645 года у Нейзби в ходе английской Гражданской войны. Сражение закончилось полным поражением роялистов.

## Силы сторон
14 июня 1645 года в битве при деревне Нейзби в Нортгемптоншире столкнулись основные силы короля и парламента. «Кавалеры» насчитывали 7,5 тысяч солдат, тогда как армия круглоголовых имела почти двукратное преимущество. Король, видя столь значительное численное превосходство противника, хотел уклониться от сражения, однако принц Руперт настоял на битве, аргументируя это тем, что дворянская армия намного лучше крестьянской.

## Сражение

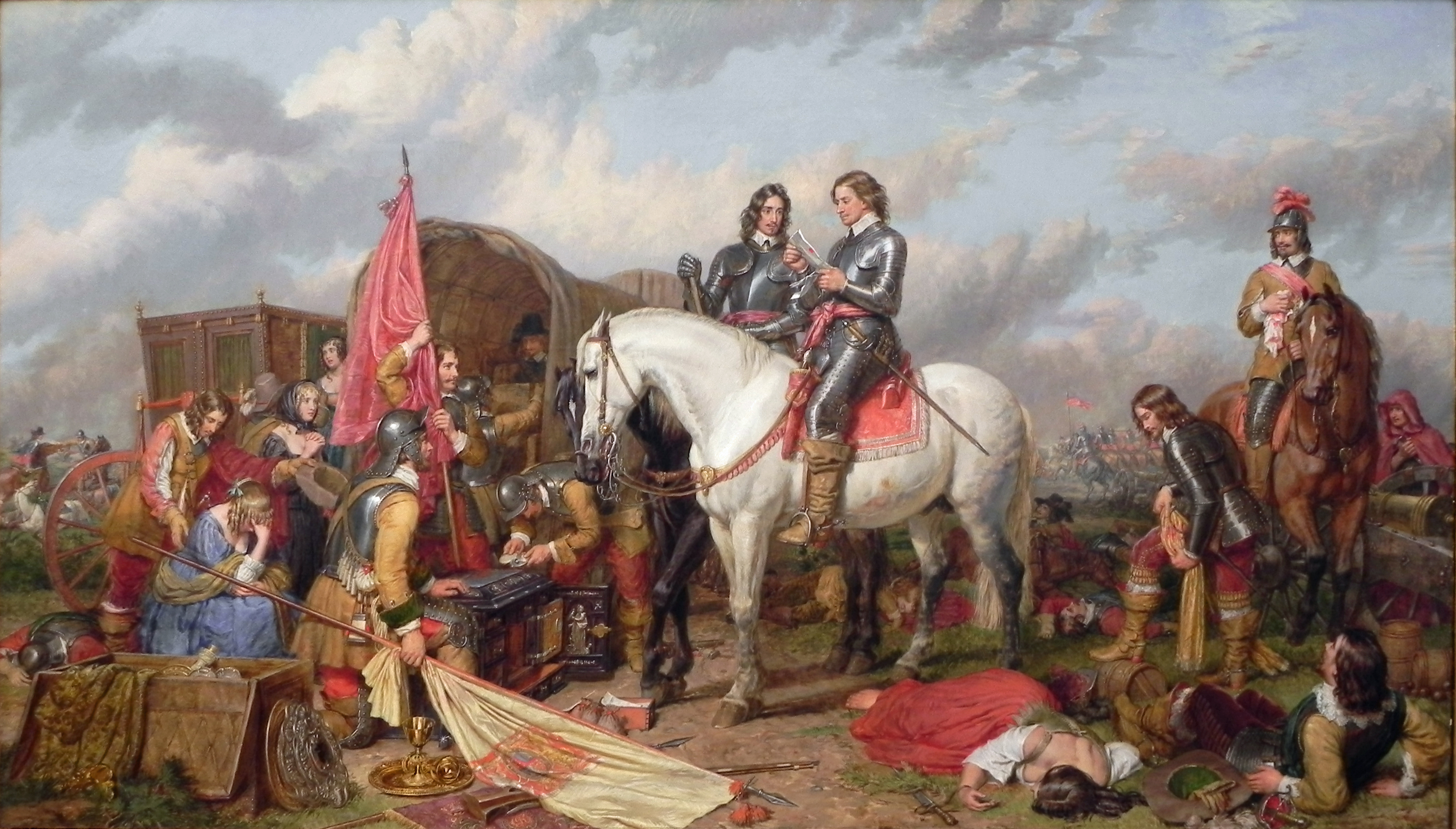
Чарльз Ландсир. «Кромвель в битве при Нейзби» (1851)

В начале сражения казалось, что принц Руперт был прав, начав сражение, и что конница роялистов намного превосходит парламентскую. Принц Руперт во главе своей конницы, которой он командовал на левом фланге, нанёс мощный одновременный удар пехотой и конницей по армии парламента. Пехота парламента стойко встретила удар роялистов. Обе стороны успели дать лишь по залпу из мушкетов, после чего столкновение переросло в рукопашную схватку, где противники использовали в основном мечи и приклады ружей. Королевская кавалерия во главе с принцем Рупертом стремительно атаковала парламентскую конницу на её левом фланге. Полк Айртона отбил первый натиск роялистов, после чего Айртон повёл своих всадников на помощь своей пехоте. Однако пехота роялистов при помощи пик отбила натиск конницы противника, при этом сам Айртон был ранен в лицо и ногу, сброшен с лошади и взят в плен.
После этого вторая линия конницы роялистов атаковала и полностью разбила парламентскую конницу на своем правом фланге. Часть парламентских конников были спасены от истребления огнём парламентских драгун полковника Оки, но другие обратились в бегство. Некоторые из них бежали не останавливаясь, пока не достигли Нортгемптона, в 15 милях (24 км) от места сражения. Почти вся конница Руперта бросилась за ними в преследование, оставив роялистскую пехоту на поле битвы без прикрытия.
Парламентская пехота, видя, что враг заходит слева, заколебалась, занервничала. Казалось, что вот-вот она повернёт назад. Но стоящий во главе кавалерии на правом фланге Кромвель был спокоен. Когда Руперт, увлечённый погоней, оторвался от главных сил короля, кавалерия обеих сторон на правом фланге стояла на месте около получаса, не пытаясь ни атаковать конницу противника, ни идти на помощь своей пехоте.
Наконец, после получаса противостояния, кавалерия роялистов под командованием Мармадьюка Лонгдейла начала атаку, а навстречу им поскакала кавалерия «круглоголовых». Конница Кромвеля, превосходившая по численности оставшуюся вражескую кавалерию в два раза, атаковала её и после краткого столкновения обратила в бегство. Дальше Кромвель со своими всадниками напал на роялистскую пехоту, под прикрытием которой находился сам Карл I.
В отличие от принца Руперта, Кромвель оставил в резерве примерно половину своей кавалерии, которые не участвовали в разгроме конницы Лонгдейла. После поражения роялистской конницы Кромвель атаковал своими конными резервами левый фланг и тыл пехоты роялистов. В это же время драгуны полковника Оки сели на коней и атаковали из-за живых изгородей правое крыло роялистской пехоты, а вместе с ними — некоторые части Айртона, которые сумели сплотиться после их разгрома кавалерией принца Руперта.

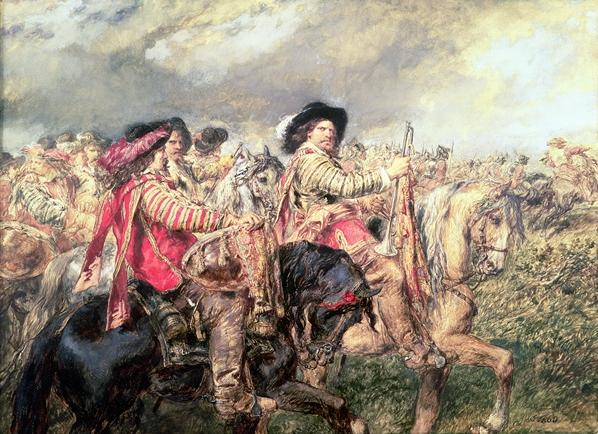
Джон Джильберт. После битвы при Нейзби 1645 г. Акварель. 1860 г.

Под совместным ударом парламентской конницы и пехоты роялистская пехота была разбита и обратилась в бегство. Часть из них начала бросать оружие и сдаваться, но некоторые роялистские части оказали упорное сопротивление, особенно полк «синих камзолов». Но, в конце концов, упорно сражавшийся полк «синих камзолов» был окружён со всех сторон пехотой и конницей парламента. После упорного боя его сопротивление было сломлено, и оставшиеся в живых солдаты полка «синих камзолов» были взяты в плен. Роялистская армия в целом распалась и обратилась в бегство, «железнобокие» всадники Томаса Ферфакса преследовали и рубили их, когда они бежали на север в сторону Лестера. Много «кавалеров» было зарублено, когда они по ошибке побежали по дороге на кладбище в Марстон Трасселл вместо дороги на Лестер.
В это время кавалерия принца Руперта ушла далеко от поля битвы. Она достигла Нейзби и атаковала лагерь парламентской армии, охрана которого отказалась сдаться и дала сильный отпор. Когда всё же принц Руперт, прекратив преследование, собрал своих людей и, готовый торжествовать, вернулся назад к месту основного сражения, исход битвы был уже решён. Руперт не поверил своим глазам — к его приезду королевское войско было полностью разбито. Вокруг было море крови, повсюду лежали убитые и раненые кавалеры, остатки их отрядов разбегались во все стороны, преследуемые «железнобокими» всадниками Кромвеля. Потерпевшим сокрушительное поражение Руперту и королю едва удалось спастись бегством, а большая часть их солдат попала в плен.

## Последствия
Битва при Нейзби определила исход войны между парламентом и королём, начавшейся в 1642 году, так как у роялистов уже не осталось войска, способного противостоять парламентской армии, которая очень скоро установила полный контроль над всей страной. Победители захватили в королевском обозе тайную переписку Карла I. Из неё они узнали, что Карл I призывал на помощь французского короля и даже готов был отдать Англию на растерзание и разграбление чужеземцам, ради сохранения своей абсолютной власти. Эти документы были выставлены парламентом на всеобщее обозрение и использованы в политической агитации против короля, а самые компрометирующие из них были изданы парламентом в специальном сборнике.